# Ferrari Bardahl Special
La Ferrari Bardahl Special, nota anche come Ferrari Bardahl Experimental, è stata una monoposto da competizione.
Costruita in un unico esemplare nel 1955 dalla Scuderia Ferrari, con il supporto economico della Bardahl, partendo da un telaio americano Kurtis Kraft nel quale venne installato un motore Ferrari, la vettura venne sviluppata e definitivamente assemblata nel 1956 dalla OSCA. Prese parte alle prove della 500 Miglia di Indianapolis 1956 con il pilota Nino Farina, che, a causa di un temporale che allagò la pista, non ebbe la possibilità di partecipare alle qualifiche.

## Sviluppo
Dopo le esperienze con la 375 Indy, nel 1955 la Scuderia Ferrari portò avanti un progetto per realizzare una monoposto per partecipare alla 500 Miglia di Indianapolis. La vettura venne costruita con il sostegno economico della Bardahl, un'azienda statunitense operativa nel settore degli additivi chimici per motori e dei lubrificanti, che ha sede anche in Italia. La compagine americana comprò e consegnò un telaio Kurtis Kraft 500D, registrato con il numero di matricola 387-55, alla sede della Ferrari dove venne installato un motore Tipo 121, utilizzato anche per la 735 LM. Il propulsore, numero di serie 0630, era un sei cilindri in linea di 4412 cc in grado di erogare una potenza da 360 a 380 cavalli ad oltre 6000 giri, Il motore era abbinato ad un cambio a tre rapporti, mentre gli americani Offenhauser utilizzavano solo due rapporti.
La realizzazione e, soprattutto, la preparazione della vettura non furono terminati in tempo per partecipare alla 500 Miglia di Indianapolis 1955, dove la macchina era stata iscritta per Nino Farina (numero di gara 47). Nei mesi successivi, la OSCA si occupò dello sviluppo e, dopo i collaudi definitivi svolti da Farina all'Autodromo nazionale di Monza nel 1956, dell'assemblaggio finale. La vettura iscritta per la 500 Miglia di Indianapolis 1956 ancora per Nino Farina (numero di gara 9) giunse negli Stati Uniti una settimana prima della gara.

## Piloti
| Pilota ufficiale  | Pilota ufficiale | Pilota ufficiale |
| Nazione           | Nome             | Numero           |
| ----------------- | ---------------- | ---------------- |
| Italia (bandiera) | Nino Farina      | 9                |

## Carriera agonistica
Saltata la partecipazione alla 500 Miglia di Indianapolis 1955, la vettura venne iscritta all'edizione successiva dalla Ferrari Bardahl per il pilota italiano Nino Farina (numero di gara 9). La stessa scuderia schierò anche la 375 Indy, utilizzata da Alberto Ascari nel 1952, per il pilota americano debuttante Johnny Baldwin (numero di gara 91); Farina, alla prima esperienza sulla pista di Indianapolis, utilizzò questa macchina per compiere il rookie test. Anche i meccanici ingaggiati in loco, Paul Meyer e Jess Beene, erano carenti di esperienza in questa pista, avendo lavorato prevalentemente in altri generi di gare; erano presenti in squadra anche meccanici della Ferrari, ma, complice la diversità linguistica, non si instaurò un rapporto positivo tra americani e italiani, Farina compreso. L'ex Campione del mondo faticò ad adattarsi alla vettura e alla pista, nonostante i consigli dell'esperto Fred Agabashian, tanto che venne provvisoriamente sostituito da Earl Mutter, dimostratosi subito più veloce; la parte americana del team voleva inoltre sostituire il motore Ferrari con un Offenhauser, ma i dirigenti della Barhal ribadirono che pilota e motore italiani non sarebbero stati cambiati. Il giorno stabilito per la qualifica della vettura, un temporale allagò la pista e le qualifiche vennero inizialmente rimandate ed in seguito definitivamente annullate per motivi organizzativi e regolamentari. Come tutti gli altri piloti e le vetture in programma per quel giorno, Nino Farina non ebbe la possibilità di provare a qualificare la Ferrari Bardahl Special, l'ultima monoposto Ferrari che corse, anche se non in gara,  sulla pista ovale di Indianapolis.

## Risultati
| Anno | Team            | Motore           | Gomme | Piloti      |  |  |    |  |  |  |  |  | Punti | Pos. |
| ---- | --------------- | ---------------- | ----- | ----------- |  |  | -- |  |  |  |  |  | ----- | ---- |
| 1956 | Ferrari Bardahl | Ferrari Tipo 121 | F     | Nino Farina |  |  | SP |  |  |  |  |  | 0     | -    |